# Zeus (cachorro)
Zeus (22 de novembro de 2008 - 3 de setembro de 2014) foi um Dogue Alemão de Otsego, Michigan, Estados Unidos, famoso por ser nomeado o "cão mais alto do mundo" pelo Guinness World Records de 2012 e 2013.

## Descrição
De pé sobre as patas traseiras, Zeus atingiu 2.26m, e quando medido em outubro de 2011, Zeus tinha 1.12m do pé à cernelha.

## Morte
Em 11 de setembro de 2014, o dono de Zeus, Kevin Doorlag, anunciou que ele havia morrido em 3 de setembro, com sintomas de velhice.